# Crans (Ain)
Cet article possède un paronyme, voir Grans.
Pour les articles homonymes, voir Crans.
Crans est une commune française, située dans le département de l'Ain en région Auvergne-Rhône-Alpes.

## Géographie
Crans fait partie de la Dombes. Le village est situé sur les bords de la Toison, un affluent de l'Ain, et dont l'unique affluent, le Bief Bagos, est exclusivement situé à Crans.

### Climat
Pour des articles plus généraux, voir Climat d'Auvergne-Rhône-Alpes et Climat de l'Ain.
En 2010, le climat de la commune est de type climat océanique dégradé des plaines du Centre et du Nord, selon une étude du CNRS s'appuyant sur une série de données couvrant la période 1971-2000. En 2020, Météo-France publie une typologie des climats de la France métropolitaine dans laquelle la commune est dans une zone de transition entre le climat semi-continental et le climat de montagne et est dans la région climatique Bourgogne, vallée de la Saône, caractérisée par un bon ensoleillement (1 900 h/an), un été chaud (18,5 °C), un air sec au printemps et en été et des vents faibles.
Pour la période 1971-2000, la température annuelle moyenne est de 11 °C, avec une amplitude thermique annuelle de 17,4 °C. Le cumul annuel moyen de précipitations est de 1 085 mm, avec 11,3 jours de précipitations en janvier et 7,6 jours en juillet. Pour la période 1991-2020, la température moyenne annuelle observée sur la station météorologique de Météo-France la plus proche, « Ambérieu », sur la commune de Château-Gaillard à 9 km à vol d'oiseau, est de 11,9 °C et le cumul annuel moyen de précipitations est de 1 117,5 mm,. Pour l'avenir, les paramètres climatiques de la commune estimés pour 2050 selon différents scénarios d'émission de gaz à effet de serre sont consultables sur un site dédié publié par Météo-France en novembre 2022.

## Urbanisme

### Typologie
Au 1er janvier 2024, Crans est catégorisée commune rurale à habitat très dispersé, selon la nouvelle grille communale de densité à 7 niveaux définie par l'Insee en 2022.
Elle est située hors unité urbaine. Par ailleurs la commune fait partie de l'aire d'attraction de Lyon, dont elle est une commune de la couronne,. Cette aire, qui regroupe 397 communes, est catégorisée dans les aires de 700 000 habitants ou plus (hors Paris),.

### Occupation des sols
L'occupation des sols de la commune, telle qu'elle ressort de la base de données européenne d’occupation biophysique des sols Corine Land Cover (CLC), est marquée par l'importance des territoires agricoles (52,7 % en 2018), une proportion sensiblement équivalente à celle de 1990 (52,4 %). La répartition détaillée en 2018 est la suivante : 
forêts (44,6 %), terres arables (27,8 %), prairies (16,3 %), zones agricoles hétérogènes (8,6 %), eaux continentales (2,6 %).
L'évolution de l’occupation des sols de la commune et de ses infrastructures peut être observée sur les différentes représentations cartographiques du territoire : la carte de Cassini (XVIIIe siècle), la carte d'état-major (1820-1866) et les cartes ou photos aériennes de l'IGN pour la période actuelle (1950 à aujourd'hui).

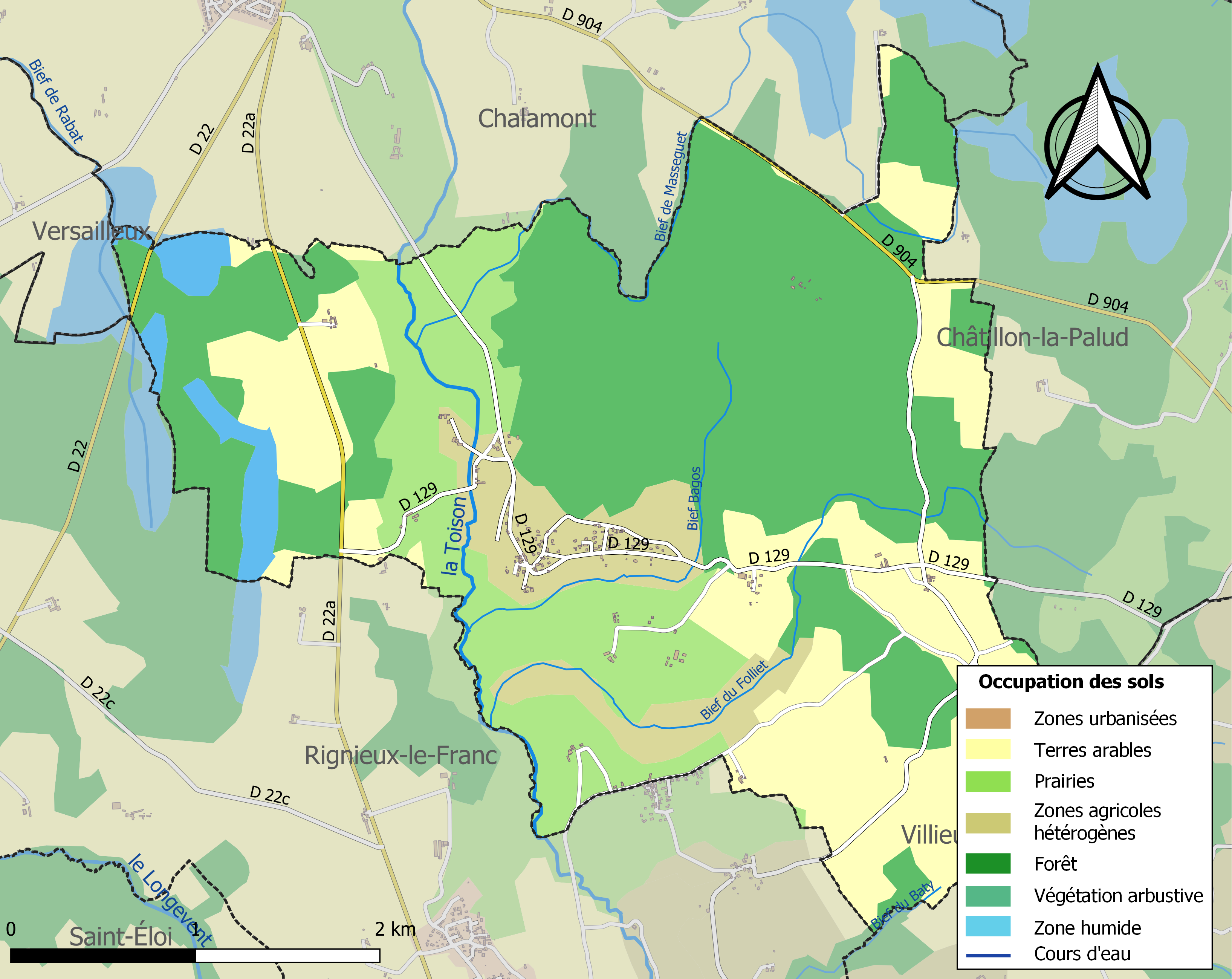
Carte des infrastructures et de l'occupation des sols de la commune en 2018 (CLC).

## Histoire
- Paroisse mentionnée dès le XIIe siècle.
- L'abbaye cistercienne de Chassagne y fut fondée en 1163 puis détruite à la Révolution. Quelques vestiges restent visibles.

## Politique et administration

### Découpage territorial
La commune de Crans est membre de la communauté de communes de la Dombes, un établissement public de coopération intercommunale (EPCI) à fiscalité propre créé le 1er janvier 2017 dont le siège est à Châtillon-sur-Chalaronne. Ce dernier est par ailleurs membre d'autres groupements intercommunaux.
Sur le plan administratif, elle est rattachée à l'arrondissement de Bourg-en-Bresse, au département de l'Ain et à la région Auvergne-Rhône-Alpes. Sur le plan électoral, elle dépend du  canton de Ceyzériat pour l'élection des conseillers départementaux, depuis le redécoupage cantonal de 2014 entré en vigueur en 2015, et de la quatrième circonscription de l'Ain  pour les élections législatives, depuis le dernier découpage électoral de 2010.

### Administration municipale
| Période                                  | Période  | Identité           | Étiquette | Qualité               |
| ---------------------------------------- | -------- | ------------------ | --------- | --------------------- |
| 1995                                     | 2014     | Gérard Morin       |           | Réélu en 2001 et 2008 |
| 2014                                     | 2020     | Jean-Marie Chenot  |           |                       |
| 2020                                     | En cours | Françoise Mortreux | DVG       |                       |
| Les données manquantes sont à compléter. |          |                    |           |                       |

## Démographie
L'évolution du nombre d'habitants est connue à travers les recensements de la population effectués dans la commune depuis 1793. Pour les communes de moins de 10 000 habitants, une enquête de recensement portant sur toute la population est réalisée tous les cinq ans, les populations de référence des années intermédiaires étant quant à elles estimées par interpolation ou extrapolation. Pour la commune, le premier recensement exhaustif entrant dans le cadre du nouveau dispositif a été réalisé en 2005.
En 2022, la commune comptait 316 habitants, en évolution de +20,15 % par rapport à 2016 (Ain : +5,15 %, France hors Mayotte : +2,11 %).
| 1793 | 1800 | 1806 | 1821 | 1831 | 1836 | 1841 | 1846 | 1851 |
| ---- | ---- | ---- | ---- | ---- | ---- | ---- | ---- | ---- |
| 276  | 222  | 282  | 272  | 239  | 270  | 235  | 231  | 262  |

| 1856 | 1861 | 1866 | 1872 | 1876 | 1881 | 1886 | 1891 | 1896 |
| ---- | ---- | ---- | ---- | ---- | ---- | ---- | ---- | ---- |
| 255  | 240  | 242  | 229  | 267  | 258  | 275  | 267  | 239  |

| 1901 | 1906 | 1911 | 1921 | 1926 | 1931 | 1936 | 1946 | 1954 |
| ---- | ---- | ---- | ---- | ---- | ---- | ---- | ---- | ---- |
| 236  | 227  | 220  | 155  | 170  | 179  | 153  | 139  | 145  |

| 1962 | 1968 | 1975 | 1982 | 1990 | 1999 | 2005 | 2006 | 2010 |
| ---- | ---- | ---- | ---- | ---- | ---- | ---- | ---- | ---- |
| 136  | 119  | 120  | 145  | 209  | 258  | 274  | 273  | 269  |

| 2015 | 2020 | 2022 | - | - | - | - | - | - |
| ---- | ---- | ---- | - | - | - | - | - | - |
| 267  | 303  | 316  | - | - | - | - | - | - |

## Culture et patrimoine

### Lieux et monuments

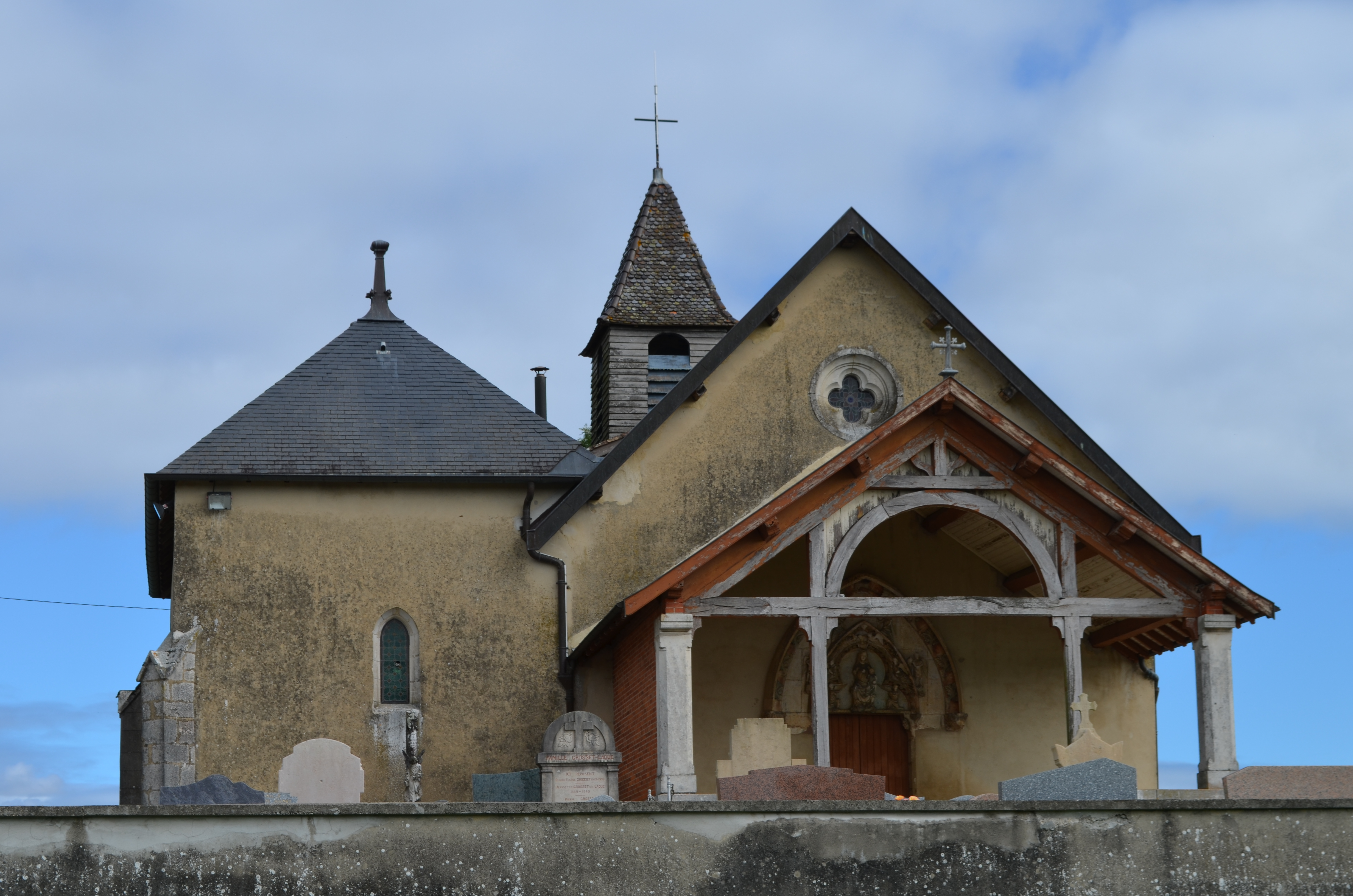
Vue de l'église Notre-Dame de Crans.

- Église gothique Notre-Dame inscrite au registre des monuments historiques, datée du XIIe siècle[20].
- Chalet de Chassagne : maison bourgeoise construite dans un style romantique au beau milieu de la forêt de Chassagne par Aimé II Baboin (1845 - 1919), père d'Henry Baboin, industriel en soierie à Lyon et Saint-Vallier (Drôme).
- Abbaye de Chassagne (monument détruit).